# 291-й мотострілецький полк (РФ)
291-й гвардійський мотострілецький орденів Олександра Невського і Суворова полк (скор. 291 мсп, в/ч 65384) — тактичне формування Сухопутних військ Російської Федерації.
Формування входить до складу 42-ї гвардійської мотострілецької дивізії Північно-Кавказького, з 2010 року — Південного військового округу. Пункт постійної дислокації — селище Борзой (Чеченська Республіка).
У період 2009—2016 років. Формування носило найменування 17-та окрема гвардійська мотострілецька орденів Суворова та Олександра Невського бригада.

## Історія
Полк веде свою історію від сформованого 1925 року Окремого Таджицького кавалерійського ескадрону в місті Душанбе.
Наказом САВО № 7/5661с від 01.10.1932 окремий Таджицький кавалерійський ескадрон розгорнутий в Таджицький імені ЦВК Таджицької РСР кавалерійський полк. Наказом Народного Комісара Оборони СРСР № 072 від 21 травня 1936 року 7-ю Туркестанську ордена Леніна Червонопрапорну кавалерійську дивізію перейменували на 20-ту гірську кавалерійську ордена Леніна Червонопрапорну дивізію. Таджицький кавалерійський полк отримав номер 47 і став іменуватися 47-м гірським кавалерійським полком. Наказом НКО № 179 від 27.09.1939 47-й гірничо-кавалерійський полк був перенумерований в 124-й гірничо-кавалерійський полк 20-ї гірничо-кавалерійської дивізії (м. Сталінабад). Наказом НКО СРСР від 16 липня 1940 року № 0150 124-й Таджицький гірничо-кавалерійський полк імені ЦВК Таджицької РСР перейменований на 124-й гірничо-кавалерійський полк.
У роки Великої Вітчизняної війни 124-й гірничо-кавалерійський полк у нагороду за відзнаки в боях отримав гвардійський статус і два бойові ордени. Полк закінчив свій бойовий шлях у Берліна.
25 жовтня 1941 року 124-й гірничо-кавалерійський полк взяв участь у битві під Москвою. З листопада 1942 по січень 1943 років кавалеристи провели рейд німецькими тилами на глибину 380 км. 18 вересня 1943 року формування стало 61-м гвардійським кавалерійським полком 17-ї гвардійської кавалерійської дивізії. У 1944 році полк із боями форсував Дніпро. За форсування річки Західний Буг та оволодіння містами Луків та Седльці нагороджений орденом Олександра Невського. За форсування Вісли та оволодіння містами Лодзь, Кутно, Томашів, Гостинін, Ленчиця, проявлені при цьому доблесть та мужність нагороджений орденом Суворова III ступеня. 
У 1945 році 61-й гвардійський кавалерійський полк перетворений на 91-й гвардійський механізований полк 28-ї гвардійської механізованої дивізії.
25 червня 1957 року 91-й гвардійський механізований полк перейменований на 285-й гвардійський мотострілецький полк (в/ч 20719) 24-ї танкової дивізії. Вже наприкінці 1957 року полк згорнули до окремого мотострілецького батальйону і на початку 1960-х років знову розгорнули до полку, вже у 291-й гвардійський мотострілецький полк (в/ч 20719) , на кінець 1980-х у складі 26-ї гвардійської мотострілецької дивізії 11-ї гвардійської загальновійськової армії ПрибВО.
У ході загального скорочення Збройних сил СРСР полк був розформований у 1989.
Навесні 2000 року полк (в/ч 44822) відтворено з дислокацією в селищі Борзой, у гірсько-лісистій місцевості в районі Аргунської ущелини, його включено до відродженої 42-ї гвардійської мотострілецької дивізії. Полку повернуто гірську специфіку бойової підготовки з основною орієнтацією на гірничу війну.
У 2009 році на місці полку створено 8-му окрему гвардійську мотострілецьку бригаду (гірську), без спадкоємності до полку, з пунктом постійної дислокації в селищі Борзой Шатойського району Чеченської Республіки. Сам 291-й полк переформований у 17-ту окрему гвардійську мотострілецьку ордена Суворова та Олександра Невського бригаду з дислокацією у місті Шалі.
У 2016 році розпочалося відродження полку у складі 42-ї гвардійської мотострілецької дивізії. 3 грудня 2017 року полку в урочистій обстановці, у присутності командувача 58-ї загальновійськової армії генерал-майора Євгена Никифорова, вручено бойовий прапор нового зразка.
З 2022 року бере участь у вторгненні Росії в Україну на запорізькому та маріупольському напрямах.

## Характеристика
З 2000 року полк був гірським. Бойова підготовка відповідає гірським військам. Полк має власний полігон «Альпійський» для відпрацювання навчальних завдань. Крім цього військовослужбовці займалися боротьбою з диверсантами та бойовиками-ісламістами, що ховаються в горах.

## Командування полку
47-й гірничо-кавалерійський полк
- Айрапетов, Сергій Миколайович (1903—1937) — майор, командир полку з 15 травня 1932—1937[13]

61-й гвардійський кавалерійський полк. Командири полку:
- Сайфутдінов, гвардії майор, підполковник гвардії. Жовтень 1943 — жовтень 1944 року
- Агурєєв Іван Якимович, підполковник гвардії. Жовтень 1944 — листопад 1945 року

Начальники штабу :
- Водоненко, гвардії старший лейтенант, листопад 1943 року ?

Командир полку:
- Тарасов Анатолій Васильович, полковник, листопад 2002
- Кудрявцев Олег Вікторович, підполковник. Загинув у червні 2023 року під час бойових дій в Україні.[14]

## Нагороди
- 18 вересня 1943 року - Гвардійський — почесне звання присвоєно наказом Народного Комісара оборони СРСР 18 вересня 1943 року за виявлену відвагу в боях за Вітчизну з німецькими загарбниками, за стійкість, мужність, дисципліну та організованість, за героїзм особового складу та відзнаку в боях при форсуванні річки Десна.
- 12 серпня 1944 року — Орден Олександра Невського — нагороджений указом Президії Верховної Ради СРСР від 12 серпня 1944 року за зразкове виконання бойових завдань командування в боях з німецькими загарбниками, за оволодіння містами Седльці, Мінськ-Мазовецький і Луків і проявлені при цьому доблесть і мужність.[15]
- 19 лютого 1945 року — Орден Суворова III ступеня — нагороджений указом Президії Верховної Ради СРСР від 19 лютого 1945 року за зразкове виконання бойових завдань командування в боях з німецькими загарбниками, оволодіння містами Лодзь, Кутно, Томашів, Гостинін, Ленчиця і проявлені при цьому доблесть і мужність[.[16]

## Факти
- В указах Президії Верховної Ради СРСР від 12 серпня 1944 року та від 19 лютого 1945 року про нагородження полку 61-й гвардійський кавалерійський полк називається у тому числі й «Червонопрапорним».
- У роки війни існував 291-й гвардійський стрілецький полк у складі 96-ї гвардійської стрілецької дивізії. Розформований у 1947 році.